# Gösen
Gösen ist eine Gemeinde im thüringischen Saale-Holzland-Kreis. Erfüllende Gemeinde ist die Kreisstadt Eisenberg.

## Geografie
Das Dorf liegt nordwestlich der Bundesautobahn 9. Die Landesstraße 1071 von Eisenberg nach Schkölen führt direkt durch den Ort. Westlich des Dorfes befindet sich ein größeres Waldgebiet, das mit kleineren Flächen östlich den Ort umfasst. Nach Süden ist das Umland kupiert und mit Teichen unterbrochen.

## Geschichte
Gösen wurde 1266 erstmals urkundlich erwähnt. Die oft erwähnte Nennung von 1219 ist ein Schreibfehler späterer Abschreiber und bezieht sich auf die Wüstung Reißen bei Eckolstädt.
Im näheren Umfeld von Gösen liegen Hügelgräber im Flurstück Dorstewitz bei Hainchen und Nautschütz. Auch auf den benachbarten Anhöhen Beuche und Rosenhain wurden Feuersteingeräte und Abschläge aus der Mittelsteinzeit gefunden. Dies sind Zeugnisse der Besiedlung des Umfeldes von Gösen in einstiger Zeit.

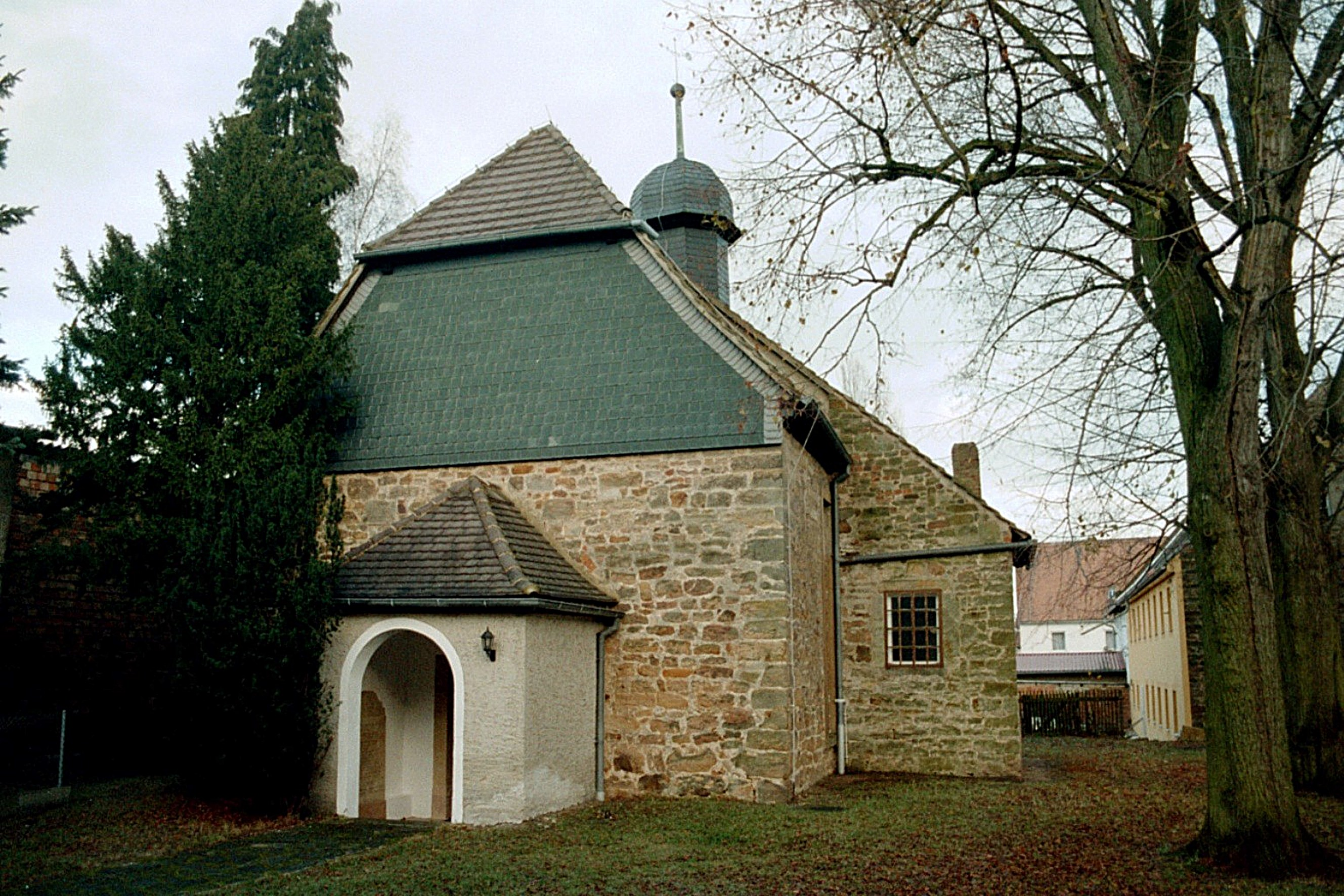
Kirche

Die Kirche von Gösen steht versteckt hinter der ersten Häuserreihe. 1811 wurde diese Kirche auf dem Standort einer Kapelle, die bereits 1529 erwähnt wurde, gebaut. In unmittelbarer Nachbarschaft liegt das ehemalige Herrenhaus des Rittergutes mit einem kleinen Park.

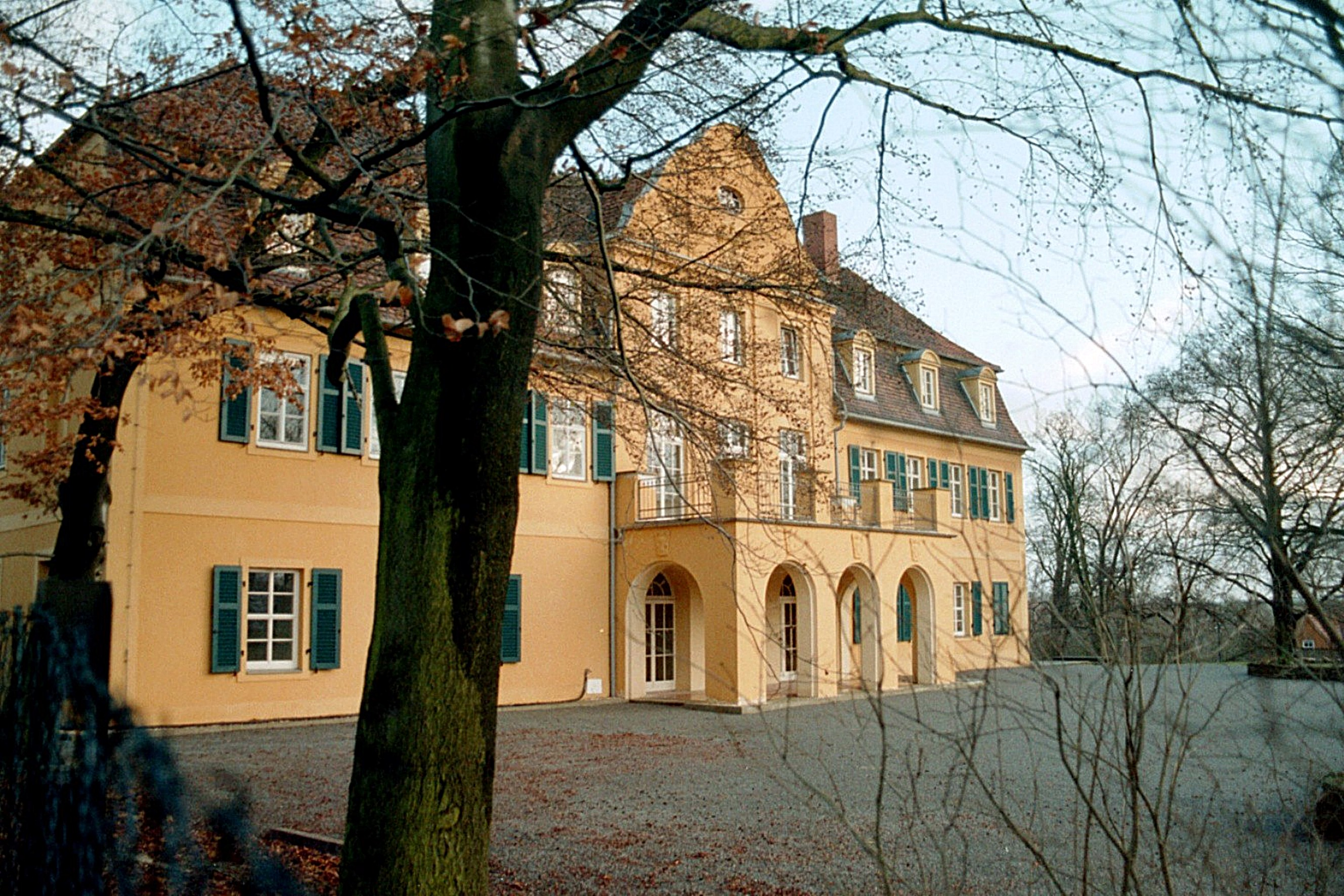
Herrenhaus des Rittergutes in Gösen

Gösen gehörte zum wettinischen Kreisamt Eisenberg, welches aufgrund mehrerer Teilungen im Lauf seines Bestehens unter der Hoheit verschiedener Ernestinischer Herzogtümer stand. 1826 kam der Ort mit dem Südteil des Kreisamts Eisenberg und der Stadt Eisenberg vom Herzogtum Sachsen-Gotha-Altenburg zum Herzogtum Sachsen-Altenburg.
Besitzer des Gutes waren in neuerer Zeit die von Wolfframsdorff (18. Jh.), Campe (ab 1822), Prof. Heinrich Karl Eichstädt (ab 1843), der spätere  Fideikommiss Gösen-Benndorf-Pretzsch kam an seine Pflegetochter und Erbin Ida  Carolina Grüner (1815–1892), verheiratete von Einsiedel (1. Ehe) bzw. Brand von Lindau (2. Ehe), danach an ihren Sohn Curt von Einsiedel (1837–1923), gefolgt von seinem Neffen Curt von Einsiedel auf Wolftitz (1971–1941) sowie ab 1923 an Familie Kirschten.

## In Gösen geborene Persönlichkeiten
- Kurt Bauer (1903–1993), Maler und Grafiker